# (14146) Hughmaclean
(14146) Hughmaclean (1998 SP42) – planetoida z pasa głównego asteroid okrążająca Słońce w ciągu 3,53 lat w średniej odległości 2,32 j.a. Odkryta 28 września 1998 roku.